# Арія (Наварра)
Арія (баск. Aria, ісп. Aria) — муніципалітет в Іспанії, у складі автономної спільноти Наварра. Населення — 59 осіб (2009).
Муніципалітет розташований на відстані близько 350 км на північний схід від Мадрида, 34 км на північний схід від Памплони.

## Демографія
Динаміка населення (INE ):

## Галерея зображень

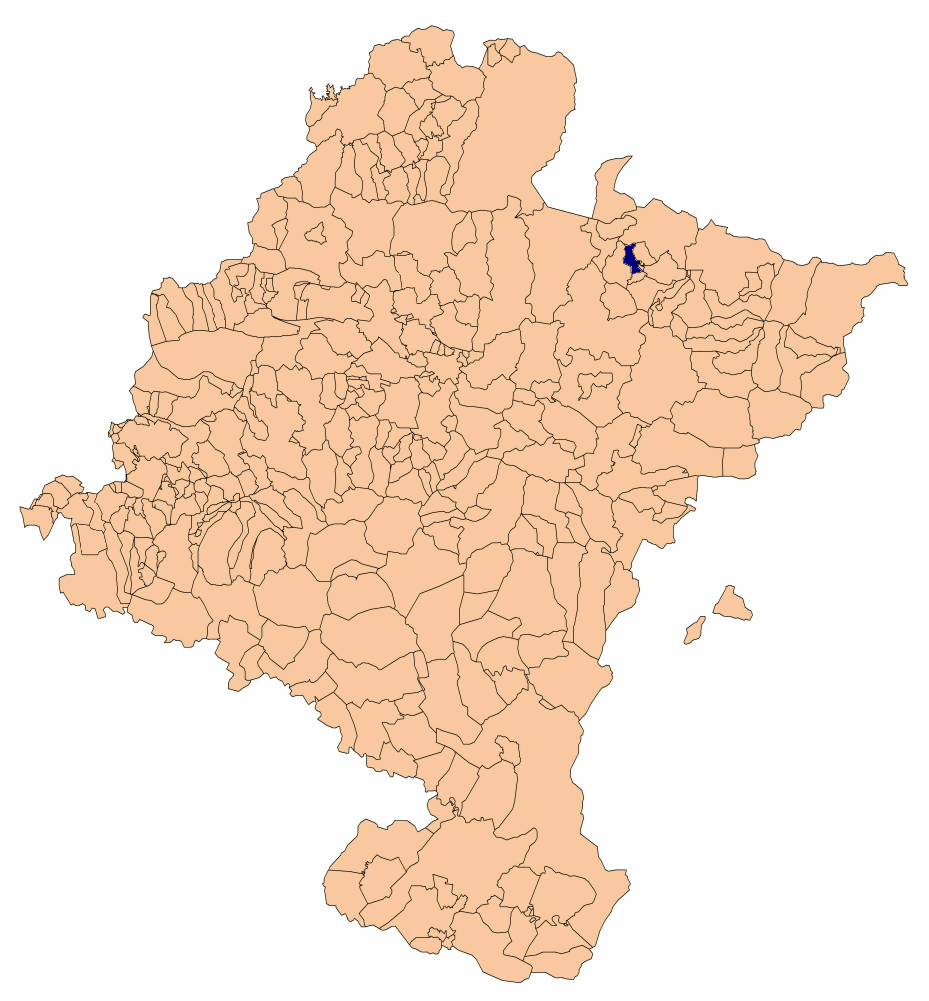
Розташування муніципалітету